# Bayer-betegnelse
En Bayer-betegnelse er en stjernebetegnelse, hvor en bestemt
stjerne kendetegnes med et græsk eller latinsk bogstav efterfulgt af genitivformen af moderstjernebilledets latinske navn. Betegnelserne blev indført af den tyske astronom Johann Bayer i 1603 i hans stjerneatlas Uranometria. Det var det første stjerneatlas, som havde kort over hele himmelkuglen. Den oprindelige liste over Bayer-betegnelser indeholdt 1 564 stjerner. Bayer katalogiserede kun et par stjerner for langt sydpå til at kunne ses fra Tyskland, men senere astronomer (inklusive Nicolas-Louis de Lacaille og Benjamin Apthorp Gould) supplerede Bayers katalog med indgange til stjerner i sydlige konstellationer.
Med nogle få undtagelser findes alle stjerner med Bayer-betegnelser også i Bright Star Catalogue. Man kan finde dem i andre kataloger med en moderne søgetjeneste.

## Bayers metode
Bayer tildelte et lille klassisk græsk bogstav (alfa (α), beta (β), gamma (γ), ... , omega (ω)) eller, når de slap op, et latinsk bogstav (A, b, c, ... , z) til hver stjerne, han katalogiserede, kombineret med genitivformen for det latinske navn af det stjernebillede, som stjernen befandt sig i. Stjernebilledets navn forkortes ofte til en standardform på tre bogstaver. For eksempel betegnes stjernen i stjernebilledet Tyren med egennavnet Aldebaran som Alfa Tauri eller kort α Tau, hvilket betyder Tyrens alfa-stjerne.
Bayer brugte græske bogstaver til de lysstærkeste stjerner, men det græske alfabet har kun fireogtyve bogstaver, mens et enkelt stjernebillede kan indeholde halvtreds eller flere stjerner, der er synlige for det blotte øje. Da de græske bogstaver slap op, fortsatte Bayer med latinske bogstaver: Stort bogstav A, efterfulgt af små bogstaver b til z med udeladelse af j (der minder om i) og v (der minder om u), men inklusive o (der ellers til forveksling minder om omikron, ο). Det gav endnu 24 navnemuligheder. Grunden til, at lille {\displaystyle {\mathcal {a}}} bliv udelukket, er, at det typografisk minder om et α (alfa).
En række stjerner i sydlige stjernebilleder har dog fået store bogstaver i navnet, som B Centauri og G Scorpii. Disse bogstaver blev tildelt af senere astronomer, især Lacaille i hans Coelum Australe Stelliferum og Gould i hans Uranometria Argentina.

## Orion som eksempel
I Orion udpegede Bayer først Betelgeuse og Rigel, der er stjerner af størrelsesklasse 1, som alfa og beta fra nord til syd , hvor Betelgeuse (i skulderen) kommer før Rigel (i foden), selvom sidstnævnte normalt er mere lysstærk; Betelgeuse er en variabel stjerne og kan på sit maksimum lejlighedsvis overstråle Rigel. Bayer gentog derefter proceduren for stjernerne af 2. størrelsesklasse og betegnede dem fra gamma til zeta, igen i rækkefølge fra nord mod syd. Bogstaver frem til det latinske p fandt anvendelse hos stjerner ned til sjette størrelsesklasse.
| Bayer-betegnelse | Bayer-betegnelse | Tilsyneladende størrelsesklasse | Tilsyneladende størrelsesklasse | Egennavn   |
| Bayer-betegnelse | Bayer-betegnelse | Bayer                           | I dag                           | Egennavn   |
| ---------------- | ---------------- | ------------------------------- | ------------------------------- | ---------- |
| Alfa Orionis     | α Ori            | Første                          | 0.45                            | Betelgeuse |
| Beta Orionis     | β Ori            | Første                          | 0.18                            | Rigel      |
| Gamma Orionis    | γ Ori            | Anden                           | 1.64                            | Bellatrix  |
| Delta Orionis    | δ Ori            | Anden                           | 2.23                            | Mintaka    |
| Epsilon Orionis  | ε Ori            | Anden                           | 1.69                            | Alnilam    |
| Zeta Orionis     | ζ Ori            | Anden                           | 1.70                            | Alnitak    |
| Eta Orionis      | η Ori            | Tredje                          | 3.42                            | Algjebbah  |
| Theta Orionis    | θ Ori            | Tredje                          | 4.0                             | Oriontågen |
| Iota Orionis     | ι Ori            | Tredje                          | 2.77                            | Hatysa     |
| Kappa Orionis    | κ Ori            | Tredje                          | 2.07                            | Saiph      |

## Historisk baggrund
Johann Bayer (1572 - 1625) introducerede den nye navngivning i sit stjerneatlas Uranometria fra 1603. Han medtog dog kun relativt lysstærke stjerner, der kunne ses med det blotte øje i Europa. Sydlige stjernebilleder, som næsten eller slet ikke er synlige i Europa, blev ikke navngivet. I Bayers levetid var stjernebillederne endnu ikke skarpt afgrænsede fra hinanden, så der fandtes huller imellem dem med lyssvagere stjerner.
I 1845 udgav den britiske astronom Francis Baily sin British Association's Catalogue. Heri tildelte han adskillige navne til de lysstærkere stjerner i de nye stjernebilleder. For eksempel tildelte han stjerner i det sydlige stjernebillede Oktanten, i hvilket den sydlige himmelpol befinder sig, navne fra Alfa Octantis til Omega Octantis.

## Alfa-stjerner
I dag er himlen opdelt i 88 stjernebilleder. For 55 af disse svarer alfabetegnelsen til den klareste stjerne i stjernebilledet. Men det er ikke tilfældet i de følgende 29 stjernebilleder:308 :
Alteret, Berenikes Lokker, Bægeret, Cassiopeia, Delfinen, Dragen, Enhjørningen, Fiskene, Flyvefisken, Giraffen, Herkules, Hvalfisken, Lille Søslange, Krebsen, Mikroskopet, Oktanten, Orion, Pegasus, Pilen, Ravnen, Stenbukken, Skytten, Store Bjørn, Sydkorset, Sydlige Krone, Trekanten, Tvillingerne, Vandmanden og Vægten.
Fire stjernebilleder har ingen stjerner med Bayer-betegnelsen alfa:
Lille Løve Stjernebilledet blev indført i 1687 af Johannes Hevelius. Da astronomen Francis Baily i det 19. århundrede tildelte betegnelser, synes han at have glemt "alfa"; den klareste stjerne i stjernebilledet er betegnet 46 Leonis Minoris.
Da Nicolas-Louis de Lacaille i 1750 opdelte det meget store stjernebillede Skibet Argo i tre, blev den klare stjerne Canopus tildelt Carina, hvilket efterlod Agterstavnen og Sejlet uden alfa-stjerne. Og da grænserne for stjernebillederne blev præcist defineret i 1930, kom stjernen alfa i Vinkelmåleren til at ligge i Skorpionen og måtte omdøbes; den hedder nu N Scorpii.
I stjernebilledet Skytten (se kort her) findes 13 stjerner, som er mere lysstyærke end {\displaystyle \alpha } Scopii, der endda har måttet lide den tort slet ikke at indgå i de linjer, som traditionelt forbinder stjernerne i et stjernebillede:310 .

## Multiple stjerner
Bayer tildelte et enkelt bogstav til stjerner, som stod tæt i en grupper. For at skelne individuelle stjerner fra hinanden, valgte man at supplere med et højtstillet tal. I de fleste tilfælde er der tale om dobbeltstjerner (især optiske dobbeltstjerner frem for fysiske).
Men der er nogle få undtagelser såsom kæden af stjernerne {\displaystyle \pi }1, {\displaystyle \pi }2, {\displaystyle \pi }3, {\displaystyle \pi }4, {\displaystyle \pi }5 og {\displaystyle \pi }6 Orionis. Til sammen danner de Orions skjold mod den fremstormende Tyr. Stjernen
{\displaystyle \pi }1 ligger næsten 9° nord for {\displaystyle \pi }6.
I det meget langstrakte stjernebillede Eridanus, som skal forestille en flod, danner stjernerne {\displaystyle \tau }9 til {\displaystyle \tau }1 en stor del af det centrale flodløb.

## Galleri
|  |  |  |